# آنجلینو آلفانو
آنجلینو آلفانو (ایتالیایی: Angelino Alfano؛ زادهٔ ۳۱ اکتبر ۱۹۷۰) یک سیاست‌مدار اهل ایتالیا است که از تاریخ ۲۸ آوریل ۲۰۱۳ تا تاریخ ۱۲ دسامبر ۲۰۱۶ سمت وزارت کشور و از تاریخ ۸ مه ۲۰۰۸ تا تاریخ ۲۷ ژوئیه ۲۰۱۱ سمت وزارت دادگستری ایتالیا را برعهده داشت.